# 達比希爾峰
72°31′S 161°6′E / 72.517°S 161.100°E
達比希爾峰（英語：Derbyshire Peak），是南極洲的山峰，位於維多利亞地的彭內爾海岸，處於魏豪普特山東北面7公里，屬於奧特巴克冰原島峰的一部分，美國地質調查局根據測量和美國海軍拍攝的空中照片繪入地圖，現時由南極條約體系管理。